# Chiesa di Gesù Adolescente
La chiesa di Gesù Adolescente è un edificio di culto cattolico nel quartiere Cenisia di Torino. La sua parrocchia fa parte dell'arcidiocesi di Torino e ospita una comunità locale della Società salesiana di San Giovanni Bosco.

## Storia
Nel 1918 Filippo Rinaldi e Pietro Ricaldone rilevarono il bisogno di un nuovo oratorio nel quartiere e il padre salesiano Paolo Albera promosse nel 1921 il progetto per la chiesa, affidandolo all'architetto Giulio Valotti.
La prima pietra venne posata il 4 luglio 1922, con la benedizione da parte del cardinale Agostino Richelmy. I lavori terminarono tre anni più tardi e l'edificio poté essere consacrato il 31 ottobre 1925 come "tempio di Gesù Adolescente e della Sacra Famiglia". La chiesa fu elevata a parrocchia con decreto del cardinale Maurilio Fossati il 5 febbraio 1934.
La struttura venne danneggiata dai bombardamenti anglo-americani il 18 novembre 1942 e restaurata solamente a inizio 1945.

## Descrizione
La facciata, abbellita da mosaici e sculture, è a coronamento triangolare. Presenta lateralmente due torrette ottagonali che terminano a guglia, e centralmente un grande rosone. Il portale possiede una strombatura. Dall’abside semicircolare si erge un campanile a base quadrata di 50 metri.
La pianta interna è longitudinale, a croce latina e singola navata, con volte a crociera caratterizzate da costoloni; 6 cappelle (tre per lato) si affacciano su tale ambiente per mezzo di arcate a tutto sesto. Sul presbiterio, che nel 2010 ricevette adeguamento liturgico, grandeggia un altare maggiore policromo al quale gli altari delle cappelle, curiosamente, sono paralleli.
È presente un organo della ditta Tamburini, collocato nel 1935.